# Iain Macleod
Iain Norman Macleod (11 novembre 1913 – 20 juillet 1970) est un homme politique britannique, membre du parti conservateur, député de 1950 à sa mort, et plusieurs fois ministre durant la Guerre froide. Mcleod est successivement secrétaire d’État à la Santé (1952-1955), ministre du Travail (1955-1959), secrétaire d'État aux colonies (1959-1961), leader de la Chambre des communes et chancelier du duché de Lancastre (1961-1963).
Après la victoire des travaillistes aux élections générales de 1964, il devient rédacteur en chef du Spectator jusqu'en 1965. Il continue parallèlement de siéger à la chambre des Communes, dans l’opposition.
En juin 1970, après la reconquête du pouvoir par les conservateurs, il est nommé chancelier de l'Échiquier dans le cabinet d’Edward Heath. Il meurt toutefois d’un infarctus du myocarde un mois jour pour jour après sa nomination, à 57 ans. Sa veuve, Evelyn Macleod est faite pair à vie.